# Cyrus Woods

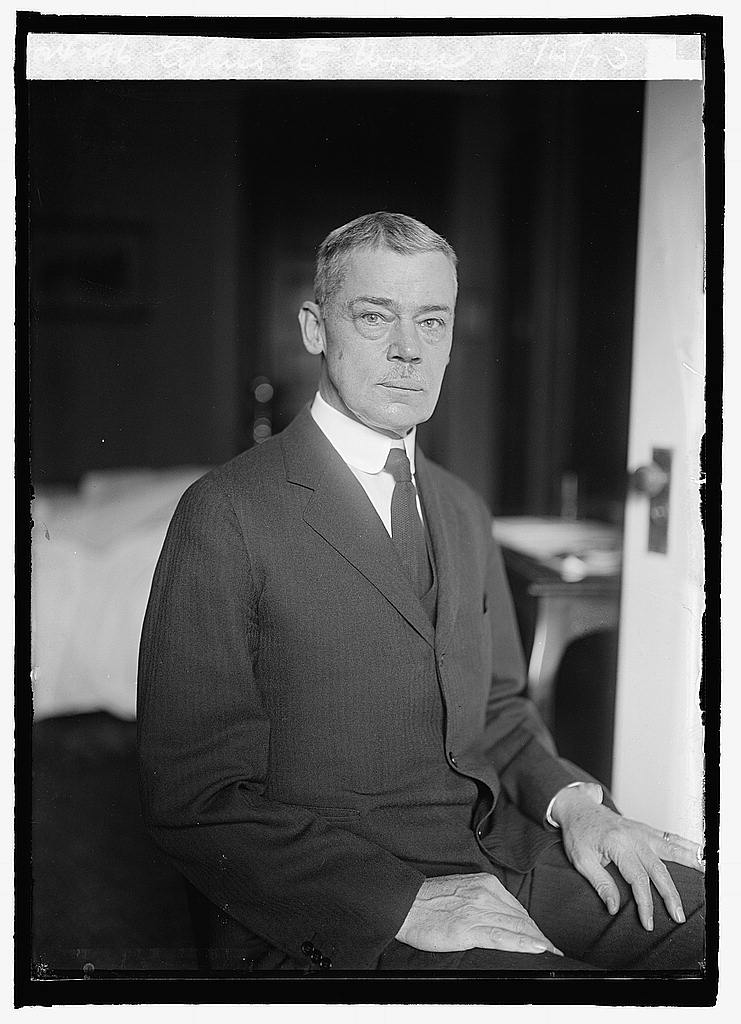
Cyrus Woods (1923)

Cyrus E. Woods (* 3. September 1861 in Clearfield, Pennsylvania; † 8. Dezember 1938 in Philadelphia, Pennsylvania) war ein US-amerikanischer Jurist, Politiker, Diplomat, der die Vereinigten Staaten als Botschafter in mehreren Ländern vertrat.

## Leben
Cyrus Woods, Sohn von Katharine und Matthew Woods, besuchte das Lafayette College in Easton und erwarb dort seinen Abschluss, woraufhin er im Jahr 1880 in die Anwaltskammer von Pennsylvania aufgenommen wurde. Er praktizierte als Jurist von 1889 bis 1894 in Philadelphia und anschließend bis 1912 in Greensburg. Im Jahr 1893 heiratete er Mary Todd Marchand, eine Enkelin von Albert Gallatin Marchand, einst Abgeordneter im Repräsentantenhaus der Vereinigten Staaten, sowie eine Urenkelin von James Todd, von 1835 bis 1838 Attorney General von Pennsylvania.
Im Jahr 1900 bewarb sich Woods als Republikaner um sein erstes politisches Mandat, einen Sitz im Senat von Pennsylvania, wo er nach erfolgreicher Wahl von 1901 bis 1908 den 39. Distrikt seines Staates vertrat. Es folgte seine erste diplomatische Verwendung als Gesandter in Portugal von 1912 bis 1913. Anschließend kehrte er in die Staatspolitik zurück und amtierte von 1915 bis 1921 als Secretary of the Commonwealth von Pennsylvania. 1921 nominierte ihn der neue US-Präsident Warren G. Harding als amerikanischen Botschafter in Spanien. In Madrid blieb er bis April 1923, dann wechselte er als US-Botschafter nach Japan. Er verließ Tokio nach weniger als einjähriger Amtszeit am 5. Juni 1924 wieder. Von 1929 bis 1930 hatte er als Attorney General Pennsylvanias dann seine letzte öffentliche Funktion inne.
Woods verstarb am 8. Dezember 1938 im Jefferson Hospital in Philadelphia an Nierenversagen und wurde auf dem St. Clair Cemetery in Greensburg bestattet. Seine Ehefrau Mary überlebte ihn um 15 Jahre.